# Edelstauden
Edelstauden ist eine ehemalige Gemeinde mit 445 Einwohnern (Stand: 31. Oktober 2013) im Süd-Osten der Steiermark im Gerichtsbezirk Feldbach bzw. Bezirk Südoststeiermark. Mit 1. Jänner 2015 ist sie im Rahmen der Gemeindestrukturreform in der Steiermark mit den Gemeinden Pirching am Traubenberg und Frannach zusammengeschlossen, die neue Gemeinde wird den Namen Pirching am Traubenberg weiterführen.

## Geografie

### Geografische Lage
Edelstauden liegt ca. 18 km südöstlich von Graz und ca. 20 km westlich der Bezirkshauptstadt Feldbach im Oststeirischen Hügelland.

### Ortsteile
Die Gemeinde bestand aus den Streusiedlungen Jammering und Oberedelstauden und aus der Rotte Unteredelstauden.

### Nachbargemeinden
- im Norden: Krumegg
- im Osten: Petersdorf II und Zerlach
- im Süden: Pirching am Traubenberg
- im Westen: Pirching am Traubenberg

## Geschichte
Wann das erste Mal Menschen die Gegend der Gemeinde Edelstauden betraten, ist bisher nicht bekannt. Die frühesten gesicherten Belege finden sich erst in der Zeit des Mittelalters.
Edelstauden und die umliegenden Orte gehörten damals zu den reichen Besitzungen des Bistums Seckau in der Oststeiermark. So lassen sich die ersten urkundlichen Erwähnungen von Edelstauden und Jammering in einem Seckauer Urbar des Jahres 1295 nachweisen.
„Hesleinstauden“ (Edelstauden) wurde – ebenfalls in den Lehensbüchern des Klosters Seckau – weiters 1318, 1382 („Heselstauden“), 1406 („Nider, Ober Hesleinstauden“) und um 1500 als „Ober, Nider Heslenstauden in der pharr zum Heylling Chrewcz“ schriftlich genannt.
Das Seckauer Urbar von 1406 nennt Jammering erneut als „am Jaeming“.
Der Name des Dorfes Edelstauden weist auf den damals vorherrschenden Pflanzenbewuchs hin – Haselsträucher. Die Orte der Gemeinde Edelstauden gehörten ursprünglich zur Pfarre St. Georgen. Als die Bevölkerung aufgrund der bairischen Siedlungspolitik immer mehr zunahm, musste die Mutterpfarre auf verschiedene Sprengel aufgeteilt werden. Kirchbach, St. Stefan und Wolfsberg sowie Jagerberg wurden laut urkundlicher Überlieferung im Jahre 1269 zu selbständigen Pfarren ernannt.
1271 wurde die Pfarre Heiligenkreuz am Waasen erstmals schriftlich verzeichnet, die Umbildung erfolgte aber wahrscheinlich ebenfalls drei Jahre früher.
Der Pfarrbereich umfasste folgende Gemeinden: Edelsgrub, Empersdorf, Rettenbach, Pirching am Traubenberg, Heiligenkreuz am Waasen, Wutschdorf, St. Ulrich am Waasen, Felgitsch und Edelstauden. In diesem weitläufige, hügeligen Gebiet gab es kaum größere Ansiedelungen, es war durch kleine Dörfer und zahlreiche Einzelgehöfte erschlossen.
Wie sehr die Gegend um Edelstauden von der Walseer-Fehde von 1411 bis 1413 oder durch den Ungarneinfall von 1418, der viele Ortschaften der Gegend in Schutt und Asche legte, betroffen war, ist nicht bekannt.
Die Baumkircher Fehde von 1469 bis 1471, ein Privatkrieg zwischen Kaiser Friedrich III. und seinem Heerführer Andreas Baumkircher, der sich zu einem regelrechten Bürgerkrieg ausweitete, zog weite Teile der Oststeiermark in Mitleidenschaft.
Die in diesen Kleinkrieg unschuldig verwickelten Bauern hatten mit großen Verlusten fertigzuwerden, ihre Gehöfte wurden ausgeplündert und niedergebrannt; der Krieg gegen die Ungarn verschlimmerte die Lage noch zusätzlich.
Damals waren viele Dörfer und Bauernhöfe, auch in den Gegenden um Edelstauden, öde und verlassen, die Ackergründe lagen brach. Nur langsam konnte sich die Bevölkerungszahl wieder erholen, immer wieder bedroht durch Überfälle der Ungarn und Türken, durch Hungersnöte, die Pest, Heuschreckenplagen oder andere Naturkatastrophen. Zu diesen Belastungen kamen noch der Robotdienst und die Abgaben, die die Bauern ihren Grundherrn zu leisten hatten.
Im Mittelalter gab es im Stiefingtal und im nordöstlichen Leibnitzer Feld zahlreiche Adelssitze: Waasen, Kulm, Herbersdorf, Schwasdorf, Wurzing, Afram, Neudorf, Gerbersdorf, Kurzragnitz, Stiefing, St. Georgen, Lappach, Paldau, Rohr, Wolfsau, Frauheim und Laubegg.
Vor allem das untere Stiefingtal hatte eine wichtige Schutzfunktion gegen Angriffe aus dem Süden und Osten zu leisten, daher befanden sich hier auch die meisten der Burgen.
Im Laufe der Zeit entwickelten sich aus einigen dieser Adelssitze die im Stiefingtal maßgebenden Grundherrschaften: Waasen, Herbersdorf, St. Georgen an der Stiefing und Rohr. Die starke Zersplitterung des Grundbesitzes in der Gegend spiegelt sich auch im Herrschaftsverhältnis des Ortes Edelstauden:
Zu Beginn des 19. Jahrhunderts war das Dorf den Herrschaften Birkwiesen, Frauheim, Plankenwart, Münzgraben in Graz, Schwarzeneck, Lannach, Liebenau, Waldegg, Freiberg, Platzerhof, Stainz, Messendorf und Stadl sowie den Pfarren Heiligenkreuz am Waasen und Kirchbach dienstbar.
Dem Bistum Seckau war Edelstauden mit 1/3 Getreide- und Weinzehent und der Herrschaft Herbersdorf mit Hirse- und Sackzehent abgabepflichtig. Zu dieser Zeit bestand das Dorf aus 65 Häusern mit 323 Personen, davon 175 Frauen; an Vieh hatten die Bauern 20 Pferde, 40 Ochsen und 100 Kühe. Hier gab es auch eine Gemeindeschule mit 76 Kindern.
Janisch wusste dagegen in seinem „Lexikon der Steiermark“ Folgendes über den Ort zu berichten: „Edelstauden, zur Pfarre und Schule Heiligenkreuz am Waasen gehörig, am Sängerbach mit 1184 Joch (680.000 Hkt.), 65 Häusern mit 474 Seelen (230 männlich, 244 weiblich).“

## Bildung
Die Schule konnte bereits 1813 von Vinzenz Fischer gegründet werden.
Anfangs wurde in Weißenbach, später in verschiedenen Häusern in Edelstauden unterrichtet. Eingeschult waren 70–80 Kinder aus den Gemeinden Edelstauden, Rettenbach, Empersdorf, Zerlach und Petersdorf.
Unterrichtet wurden Religion, Lesen, Schreiben und Rechnen. Im Sommer fiel der Unterricht meistens aus. 1816 übergab Vinzenz Fischer die Schule dem Lehrer Akorn. M.Steyrer vlg. Sattler schenkte ihm 1818 eine Keusche, in der von nun an der Unterricht stattfand.
Dieses Gebäude wurde später zum heutigen stockhohen Schulhaus ausgebaut. 1841 wurde die Schule als Gemeindeschule anerkannt, und 1842 ordnet das Pfarramt an, dass jede Woche zwei Stunden Religion gehalten werden müssen.
1843 übernahm der Berglersohn Anton Baumhackl aus Edelstauden die Schule mit 140 Schülern. 1867/68 wurde das Schulhaus zu einer einklassigen Schule mit einem Zimmer und einer Kammer als Lehrerwohnung umgebaut.
Schmunzelnd liest man auch das vernichtende Urteil, das ein Mitglied des „Schulrates“ über die Lernerfolge der Kinder abgab: „Die alte Schule hat uns wenig gekostet und wir haben für sie wenig getan, dafür haben wir von ihr aber noch weniger gehabt. Denn von 10 älteren Besitzern können kaum zwei ihren Namen schreiben.“
Diesem Übelstand wurde durch das neue R.V.G. von 1869 ein Ende gemacht.
1881 bewilligte man dem Katecheten statt der von der Schulgemeinde zu stellenden Fahrgelegenheit eine jährliche Remuneration von 25 Gulden. 1892 erging an die Pfarrvorstehung die Aufforderung, sich wegen des Erteilens des Religionsunterrichtes in der Schule Vasoldsberg mit Nestelbach ins Einvernehmen zu setzen, da von der hiesigen Pfarre dorthin gingen.
1888 wurde eine zweite Klasse eingerichtet und 1911/12 musste man wegen Überfüllung der zweiten Klasse die Schule um eine dritte Klasse erweitern.
Über den Schulbesuch schreibt der Chronist im Jahre 1902: „Ein echter Bauer ist auch im Winter nicht in Verlegenheit, wenn es gilt die Schulkinder zu Hause zu behalten, einmal ist zu viel Schnee, einmal ist zu wenig, das muss schnell zum Streurechen ausgenutzt werden. Dann ist das Abstechen, ein großes Fest fürs Bauernhaus, bei dem die Kinder nicht fehlen dürfen.“
Während des Ersten Weltkrieges wurde die Schule zweiklassig gehalten. 1919/1920 betrug die Schülerzahl 159.
Das heutige Schulhaus konnte 1960 errichtet und 1989/90 renoviert werden. 1994 fand der Baubeginn für einen Mehrzweck- bzw. Turnsaal statt.

## Politik

### Gemeinderat
Der Gemeinderat besteht aus 9 Mitgliedern und setzt sich seit der Wahlen von 2010 aus Mandaten der folgenden Parteien zusammen:
- 9 ÖVP – stellt den Bürgermeister (Johann Hirschmann) und den Vizebürgermeister (Manfred Kaufmann) mit Kassier (Gerhard Mussbacher)

### Wappen
Die Verleihung des Gemeindewappens erfolgte mit Wirkung vom 1. April 1999.

Wappenbeschreibung: Von Blau und Rot schrägrechts durch eine silberne Haselstaude von einer beidseits mit fünf Nüssen besetzten Rute geteilt.

## Persönlichkeiten
Ehrenbürger
- 1984 Josef Krainer (1930–2016), Landeshauptmann